# Zawady (powiat rawski)
Zawady – wieś w Polsce położona w województwie łódzkim, w powiecie rawskim, w gminie Rawa Mazowiecka.
Wieś szlachecka położona była w drugiej połowie XVI wieku w powiecie rawskim ziemi rawskiej województwa rawskiego. W latach 1975–1998 miejscowość należała administracyjnie do województwa skierniewickiego. Przez wieś przebiega trasa zabytkowej Kolei Wąskotorowej Rogów – Rawa – Biała; znajduje się tu przystanek Zawady Rawskie.